# Nuuanu meringannee
Nuuanu meringannee is een vlokreeftensoort uit de familie van de Nuuanuidae. De wetenschappelijke naam van de soort werd voor het eerst geldig gepubliceerd in 1974 door Jerry Laurens Barnard.